# 外園正
外園 正（ほかぞの まさし、1957年7月14日 - ）は、福岡県北九州市出身の元プロ野球選手（投手）。左投げ右打ち。178cm、62kg。

## 来歴
八幡大附高から、1975年オフにドラフト外で読売ジャイアンツに入団。このことは、ドラフト外で同期入団の黒田真治を取り上げた山際淳司の「背番号94」の文中にもあり知られている。
一軍出場なく1978年限りで引退し、1980年から1983年まで横浜大洋に打撃投手として所属した。
現在は、六本木でレストランクラブを経営している。また、外園正の「投手入門」というDVDを販売した。

## 詳細情報

### 年度別投手成績
- 一軍公式戦出場なし

### 背番号
- 62 （1976年 - 1978年）
- 77 （1980年）
- 85 （1981年 - 1983年）